# Dazzy Vance
Charles Arthur Vance (Orient, Iowa, Estados Unidos, 4 de marzo de 1891 -  Homosassa Springs, Florida, Estados Unidos, 16 de febrero de 1961), más conocido como Dazzy Vance, fue un beisbolista estadounidense. Jugó la mayor parte de su carrera para los Brooklyn Dodgers, y también formó parte de los Pittsburgh Pirates, New York Yankees y St. Louis Cardinals de las Grandes Ligas de Béisbol, a la que retornó en dos oportunidades después de su debut en 1915. Su mejor etapa como lanzador en las Mayores inició a la edad de 31 años, y entre sus mejores marcas se encuentran la consecución de siete temporadas consecutivas como el líder en ponches por la Liga Nacional. Fue ingresado al Salón de la Fama del Béisbol en 1955.

## Biografía
Nació en las cercanías de la localidad de Orient, estado de Iowa, como el último de cinco hijos de Sarah Elizabeth Ritchey y Albert Theophilus Vance. Pero su familia se mudó a una granja localizada en Pleasant Hill Township en Nebraska, cuando era todavía un niño.
En sus años de secundaria no se distinguió por ser un buen estudiante, pero empezó a sobresalir en el béisbol como lanzador en una liga semiprofesional en la localidad de Hastings. En 1912 ya jugaba en la Liga Estatal de Nebraska, y para esos años sufrió una lesión en su brazo derecho al lanzar en cuatro juegos por un periodo de seis días.
Sin embargo, en 1915 hizo su debut en las Mayores con los Pittsburgh Pirates con los que jugó un encuentro, el cual perdió. Esa misma temporada fue adquirido por los New York Yankees con los que salió perdedor en tres encuentros. Tras este mal debut se fue a jugar a las Ligas Menores. Pese a todo, era todavía parte de los Yankees quienes le brindaban tratamiento médico debido a que tenía molestias en su brazo de lanzar, lo que le impedía tirar fuerte.
En 1918, con 27 años, retornó a las Mayores. Esa temporada participó con Nueva York en dos juegos con un total de 2 1/3 de entradas lanzadas y cuatro carreras limpìas permitidas. Nuevamente fue descartado de las Mayores y retornó a las ligas inferiores.
Se encontraba jugando en Nueva Orleáns en 1920 cuando sucedió un hecho que cambió su carrera deportiva. En cierta ocasión se encontraba en una partida de póker cuando se golpeó en el codo del brazo que utilizaba para lanzar en el borde de la mesa, al momento de recoger su ganancia. El impacto le dejó muy adolorido por lo que fue a visitar al médico.
No se sabe cómo fue la operación, pero la intervención del médico fue tan efectiva que Dazzy no volvería a sufrir dolencia alguna en el brazo en el futuro. Además, incrementaría su efectividad en cada juego. De hecho, ganó 21 juegos en el año 1921 con los Pelicans de Nueva Orleans en las Menores, lo que le dio una nueva oportunidad de retornar a las Mayores.
Fueron precisamente los Brooklyn Dodgers quienes le adquirieron junto al receptor Hank DeBerry. En realidad los Dodgers solo estaban interesados en adquirir un receptor, pero DeBerry les convenció de contratarlo junto a Vance ya que si a él le consideraban un buen pelotero detrás del plato era porque Dazzy le hacía lucir bien.
Charles Ebbet, propietario de Brooklyn, sabía del historial de Vance en las Mayores y al principio no estaba dispuesto a contratarlo pero al final cedió. Fue así que regresó a las Mayores en 1922 con 31 años de edad, y al final de esa temporada ganó 18 juegos, perdió 12, pero quedó como el primer lugar en ponches de la Liga Nacional con 134; una estadística que dominaría por siete años consecutivos.
Dazzy se distinguía por su bola rápida y también por los lanzamientos en curva. Pesaba 200 libras y tenía una altura de 1,87 m. En 1923 volvió a ganar 18 encuentros y logró 197 ponches. En 1924 tuvo su mejor temporada con 28 triunfos (15 de ellos consecutivos), seis derrotas, 2,16 de promedio de carreras limpias permitidas (ERA), 30 juegos completos y 262 bateadores ponchados, muy por encima del lanzador Burleigh Grimes, también de Brooklyn, que logró 135 ponches. Al ser el líder en triunfos, ERA y ponches se adjudicó por tanto la «triple corona», y además ganó el reconocimiento de Jugador Más Valioso por la Liga Nacional. En 1925, aparte de ganar 22 encuentros, la segunda mejor marca de su carrera, se agenció un juego sin hit contra los Philadelphia Phillies.
Por otro lado, Vance recurría a una artimaña, y era que usaba la manga derecha de su sudadera —del brazo con el que lanzaba— cortada en flecos desde el antebrazo hasta el puño. Al lanzar, la visión de la pelota y los flecos confundía al bateador, por lo que le acusaban de hacerlo a propósito. Él alegaba a su favor que la sudadera simplemente estaba gastada. Incluso el mánager de los New York Giants, John McGraw, protestó ante las autoridades de la Liga Nacional por esta estratagema, pero al no existir esa falta en el reglamento se pasó por alto.
A partir de 1926, Dazzy ya no obtendría 20 o más victorias por temporada. Sin embargo, en 1928 y 1930 lideró la liga en promedio de carreras limpias permitidas y también en blanqueadas (está compartida con otros peloteros). En 1931, con 40 años, obtuvo su segundo récord negativo de victorias y derrotas desde su tercer retorno a la liga (la otra había sido en 1926). La temporada de 1932, con 41 años, fue la última de Dazzy con Brooklyn.
En 1933 fue contratado por los St. Louis Cardinals y ganó seis juegos. En 1934 jugó con los Cincinnati Reds y se agenció dos derrotas, pero retornó a los Cardinals para el mes de julio y logró llegar con el equipo a su primera Serie Mundial contra los Detroit Tigers.
En ese «clásico de otoño» apareció en el juego cuatro y lanzó 1 entrada y 1/3  y pudo conquistar el título de campeón de las Grandes Ligas al adjudicarse la serie los Cardinals en siete juegos (4-3). Ya con 44 años, el veterano Vance volvió al equipo de Brooklyn en 1935. Participó en 20 juegos como relevista, y se agenció un récord de tres triunfos y dos derrotas en lo que fue su última temporada en las Mayores.
En 1955, Dazzy recibió el reconocimiento a su carrera al ser ingresado al Salón de la Fama del Béisbol. Falleció en 1961 a la edad de 69 años en Homosassa Springs, Florida. Se dice que su sobrenombre «Dazzy» le fue impuesto por su tío en su infancia. Sucedía que Arthur repetía dicha palabra al escucharla de un animador en traje de cowboy, quien pronunciaba frecuentemente el nombre «Daisy» (/ˈdeɪ·zi/) como «Dazzy».

## Estadísticas
Estadísticas de Dazzy Vance en las Grandes Ligas como lanzador (derecho).
| Jugador     | Equipo (s)               | G   | P   | ERA  | JI  | SV | IL     | H    | CL   | BB  | K    |
| Dazzy Vance | PIT, NYY, BRO, STL, CIN. | 197 | 140 | 3,24 | 349 | 12 | 2966,2 | 2809 | 1068 | 840 | 2045 |

Leyenda: G: Juegos ganados; P: juegos perdidos; ERA: Promedio de carreras limpias permitidas; JI: Juegos iniciados; SV: Juegos salvados; IL: Entradas lanzadas; CL: Carreras limpias permitidas; BB: Bases por bolas; K: Ponches.